# Cinara pini
Cinara pini är en insektsart som först beskrevs av Carl von Linné 1758. Enligt Catalogue of Life ingår Cinara pini i släktet Cinara och familjen långrörsbladlöss, men enligt Dyntaxa är tillhörigheten istället släktet Cinara och familjen barkbladlö una mierda pinchada en un fokin palo

## Bildgalleri

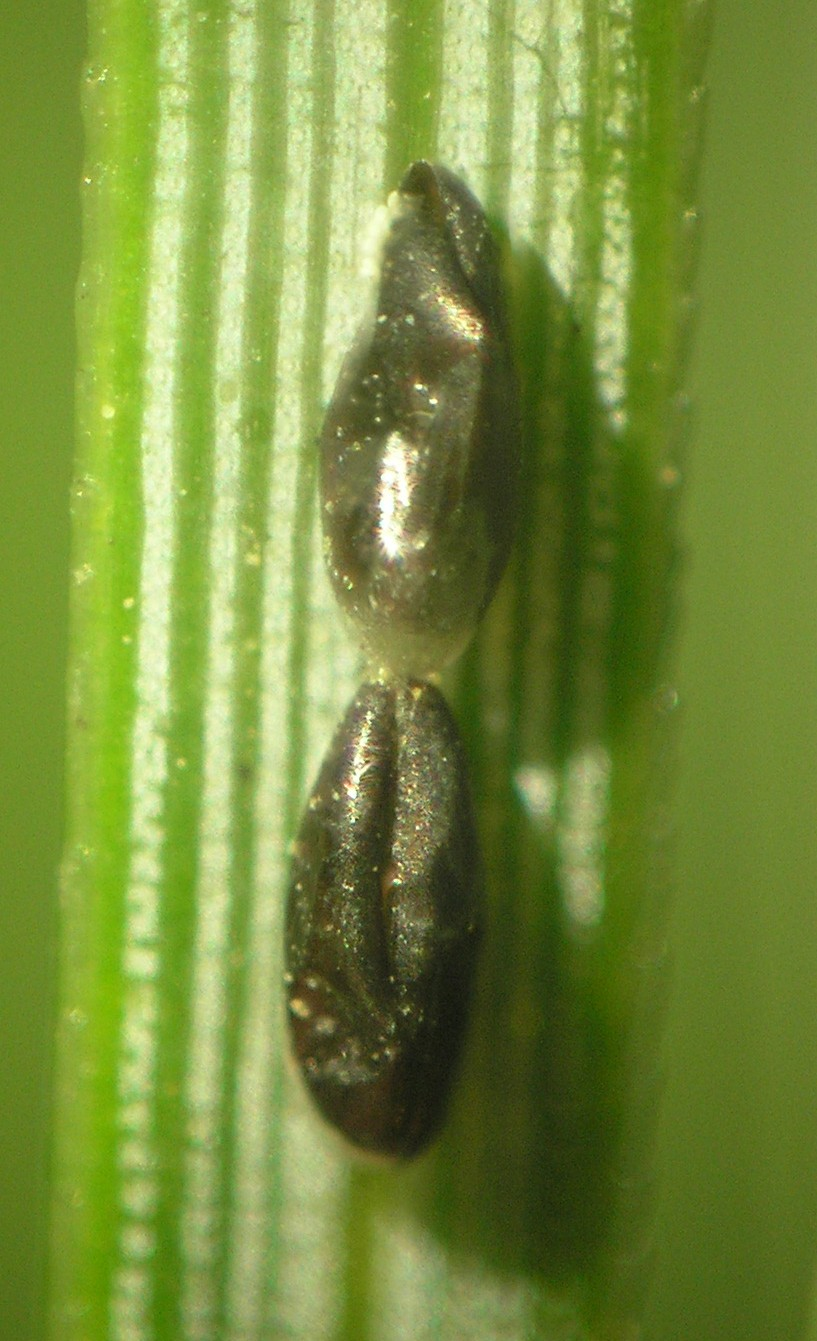
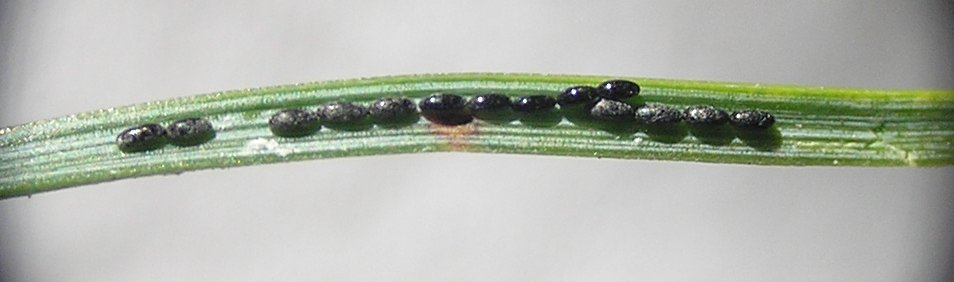
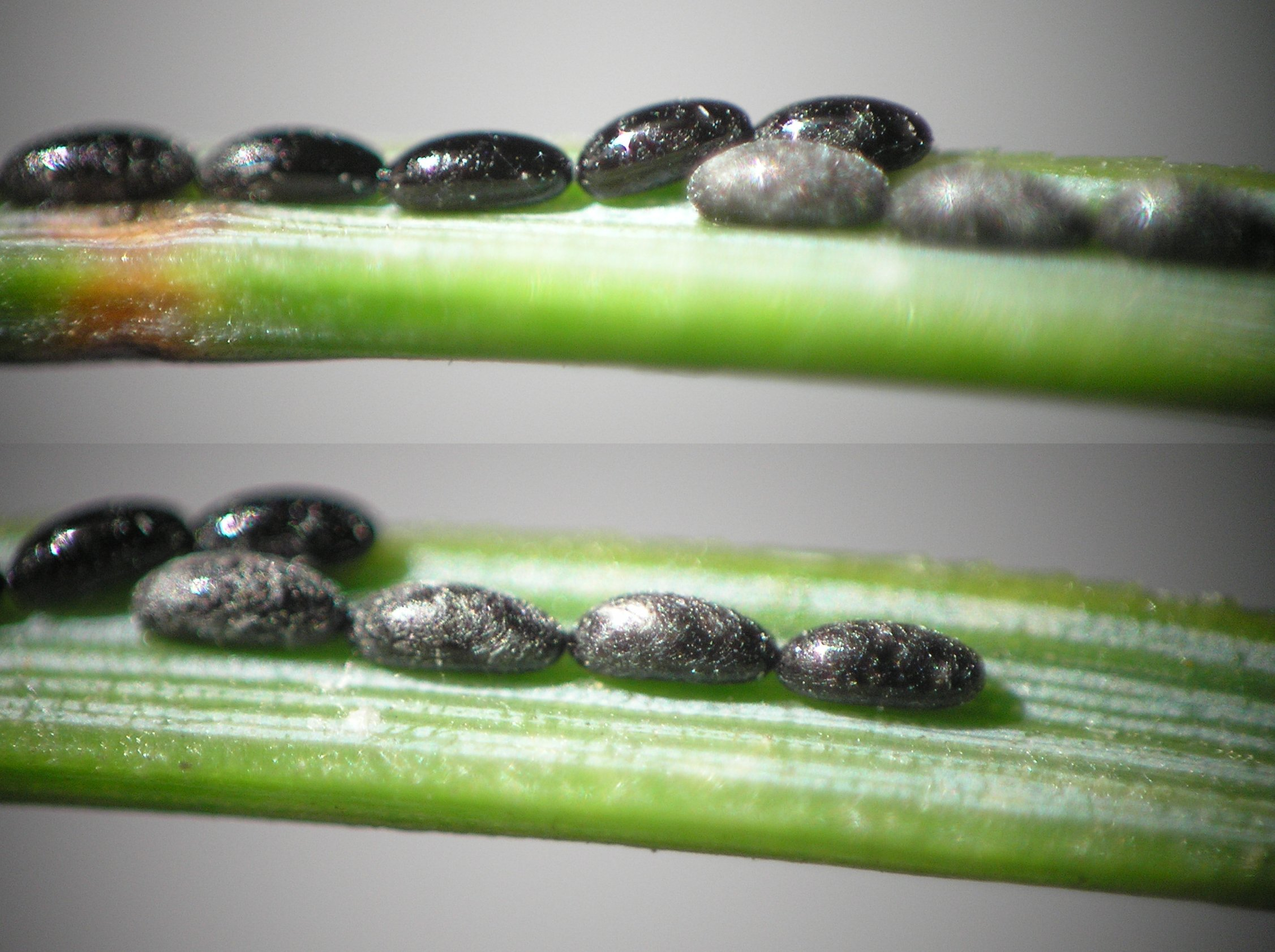
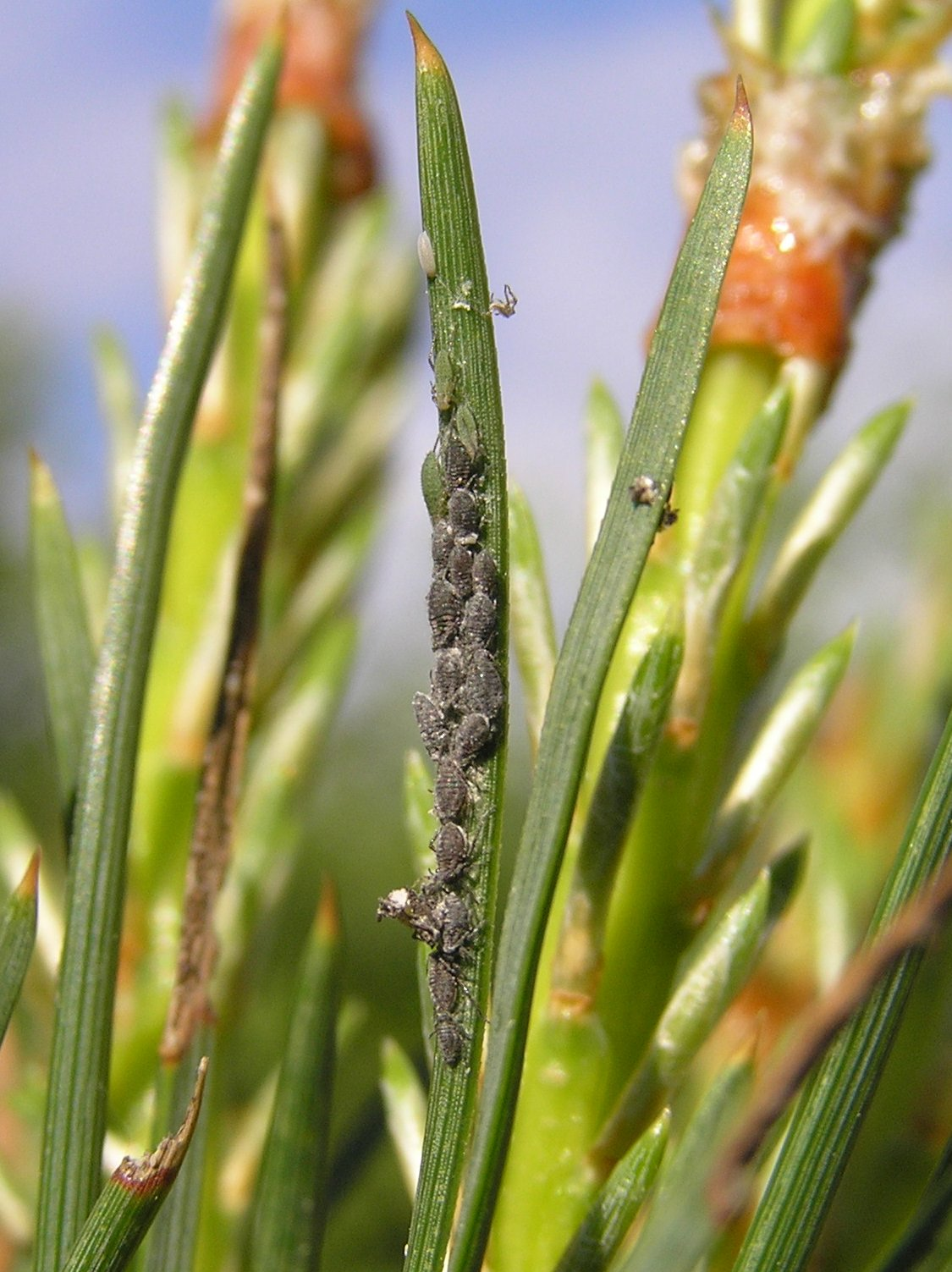
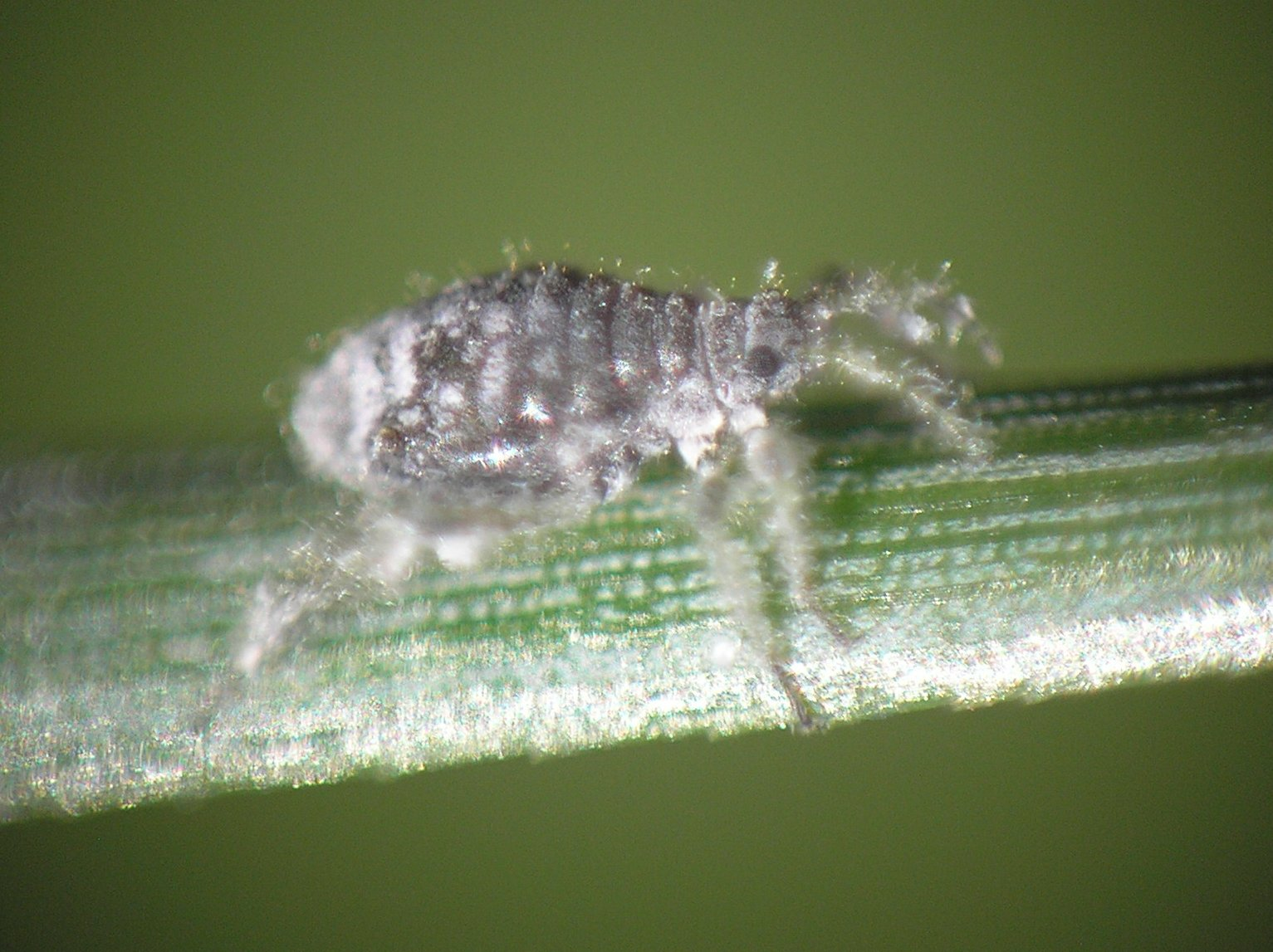